# سرویس پیروزی لهستان

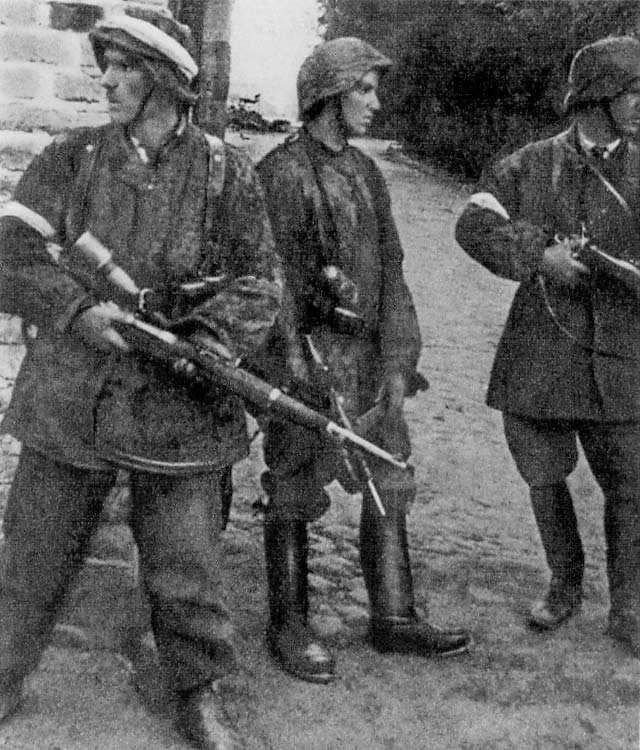
نمایی از سربازان ارتش میهنی لهستان در سال ۱۹۴۴

سرویس پیروزی لهستان (به لهستانی: Służba Zwycięstwu Polski) (اختصاری SZP) اولین جنبش مقاومت لهستان در جنگ جهانی دوم بود که در هنگام محاصره شهر ورشو در سپتامبر سال ۱۹۳۹ میلادی پایه گذاری شد تا ضمن سازماندهی مجدد نیروهای باقی مانده از ارتش در سرتاسر مرزهای لهستان پیش از جنگ به مبارزه برای آزادی کشور بپردازد. این سازمان مدتی کوتاهی بعد، در ماه نوامبر به اتحادیه مبارزه مسلحانه تغییر نام داد.